# Lux László
Lux László (Budapest, 1909. július 15. – Budapest, 2002. április 30.) Kossuth-díjas magyar építész, az IPARTERV igazgatója, miniszterhelyettes, az 1950-es évek építészetpolitikájának meghatározó alakja.

## Életpályája
A Bécsi Műszaki Egyetemen szerzett diplomát, majd a két világháború között Magyarországon és külföldön is dolgozott. A második világháborút követően kapcsolódott be a magyar építészeti közéletbe. 1949-ben kinevezték az előző évben létrejött IPARTERV igazgatójának; ezt a posztot 1953-ig töltötte be. A vállalat létszáma ebben az időben megközelítette az 1300 főt. Lux mellett a legfontosabb pozíciót, a főmérnökit 1952-ig dr. Major Sándor, majd Szendrői Jenő töltötte be.

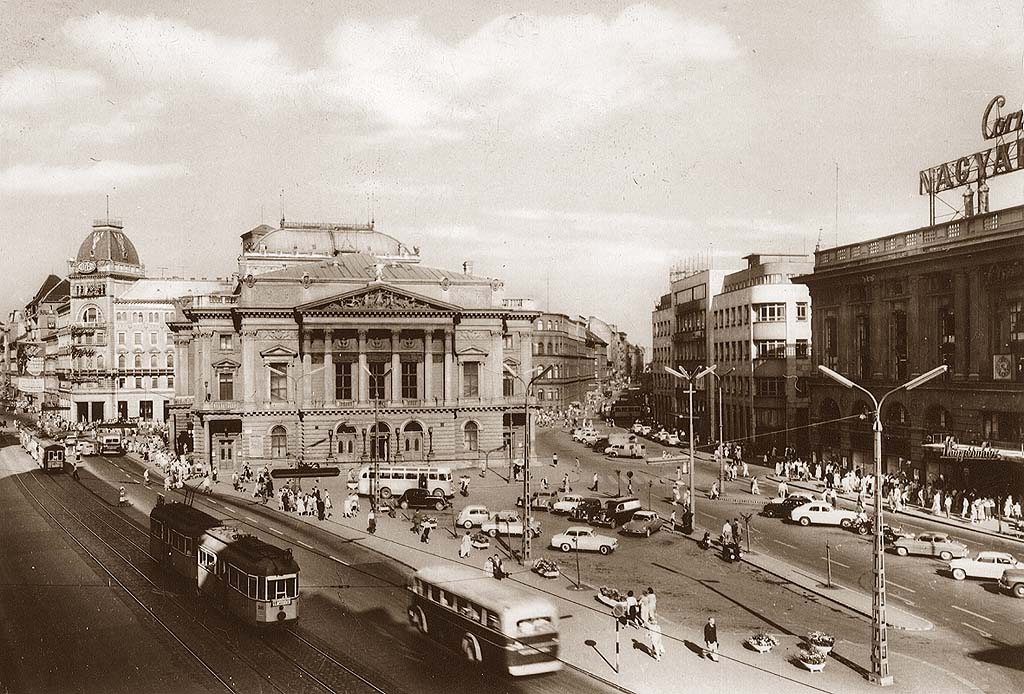
A Blaha Lujza tér, a Nemzeti Színháztól jobbra a Sajtószékház

Az 1940-es évek végén Major Máté és Fischer József koncepciója nyomán, modern stílusban megtervezte a Szabad Nép új székházát a budapesti Blaha Lujza téren, a József körút 3–5–7. számú épületek egyesítésével. A Sajtóház néven híressé vált épület József körúti homlokzatára Mikus Sándor és Kerényi József Péter faragott hatalmas (mára elpusztult) domborművet; ennek modellje Lux tulajdonába került.
1951-ben megalakult az Építésügyi Minisztérium VII. Épület- és Településtervezési Főosztályának intézkedése nyomán a főosztály igazgatója mellett működő Tervezési Tanács; ennek elnöki posztját is Lux töltötte be. A tanács tagjai dr. Szendrői Jenő főmérnök, Bretz Gyula, az Építésügyi Minisztérium VII. főosztályának főmérnöke, Mátrai Gyula Kossuth-díjas építészmérnök, Katona József, a műszaki osztály vezetője, Lázár Lajos főgépész, Valkó Ödön főárelemző, Harsányi Szabolcs építészmérnök és Weisz Gyula főstatikus voltak.
1953-61 között az Építésügyi Minisztériumban miniszterhelyettesi pozíciót töltött be. 1953-ban „a szovjet építőipar tapasztalatainak elterjesztéséért, valamint nagy építkezéseink tervezéseinek irányításáért végzett eredményes munkájáért” Kossuth-díjjal tüntették ki. Vákár Tibor építész visszaemlékezése szerint Lux a szocialista realizmus harcos támogatója volt, őt, és másik két, akkor szintén tervfőmérnökként dolgozó építészt 1953 végén modernista felfogásuk miatt el is akarta tiltani az építéstől.
Luxnak az építészeti közéletben betöltött a minisztérium reprezentánsaként betöltött fontos szerepét jelzi, hogy állást foglalt a Hrucsov 1954 decemberében elhangzott, a sztálini hagyományokkal szakító beszédét követően kialakuló építészeti sajtóvitában. Major Máté egy, komoly reformokat sürgető cikkére reagálva megvédte a magyar építőipart, amelyet az „archaikusnak” minősített. Bonta János szerint a két építész „elbeszélt” egymás mellett, Major ugyanis a lakóépületek minőségére, míg Lux az ipari építészetre gondolt. Lux ugyanakkor a cikkben valóban védelmébe vette a szocreál építészet legjobbjait, Majort kimondatlanul is „jobboldali elhajlással” vádolva meg, amelynek ellenkezőjét az a Szabad Művészet következő számában többoldalas cikkben kényszerült bizonygatni.
„Nem vitatható, hogy a szocialista realista alkotó módszerek stílussá silányítása néhány tehetségtelen építész munkájának eredményeképp sok hibát, hiányosságot eredményezett. Igaza van Major elvtársnak abban, hogy felhívja a figyelmet ezekre a hibákra, és elítéli a klasszicizmust másoló, archaizáló építészek által az épületekre kényszerített alaprajzi eltorzításokat, szerkezeti anakronizmusokat, hogy elítéli azokat az építészeket, akik ilyen receptek alkalmazásával megcsúfolják a szocialista realizmus módszerét. De nem értünk egyet Major elvtárssal abban, hogy az elmúlt évek építészeti tevékenységében csak a hiányosságokat látja, hogy egy kalap alá vonja a kontárokkal azokat az építészeket, kiknek olyan alkotásaira, mint a Honvéd Színház, a Népstadion, a Szinkron Műterem, Sztálinváros stb. méltán büszkék lehetünk. Az olyan építészek, mint Gádoros, Szrogh, Dávid, Rimanóczy, Weiner, Juhász nem ezekkel a módszerekkel, nem ilyen megalkuvó módon terveztek és valósították meg azokat az alkotásokat, melyekért pártunk és kormányunk Kossuth-díjakkal és Ybl-díjakkal fejezte ki elismerését.”

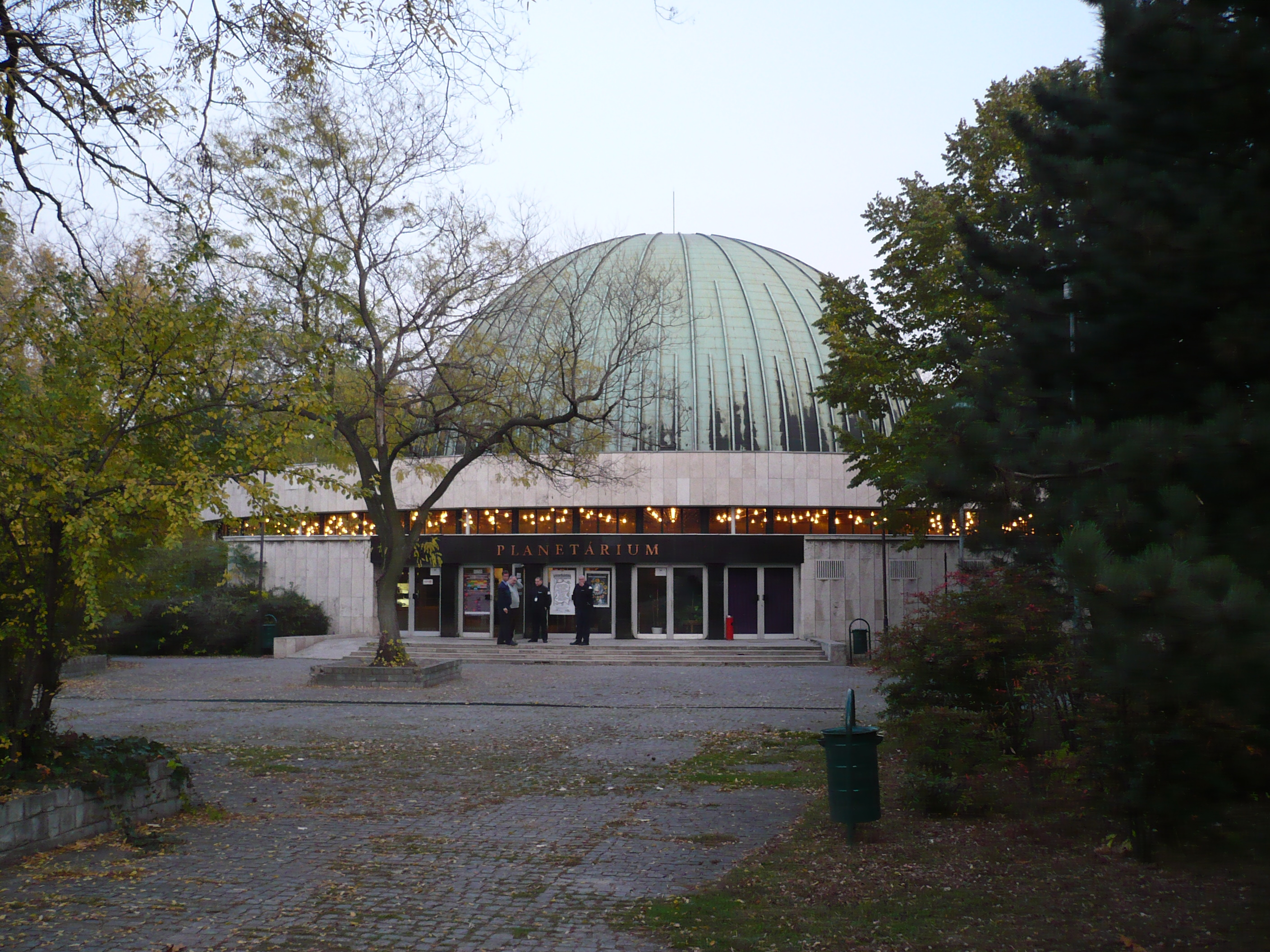
A TIT Budapesti Planetárium

Lux minisztériumi munkájának az iparosított lakásépítés körül kialakuló polémia vetett véget. Lux ellenezte az évi több ezer uniformizált lakást előállító házgyárakat, ehelyett a kisebb, évi 4-500 lakás előállítására képek „poligonok” telepítését támogatta volna. A poligonok változatos alaprajzú lakásokkal formailag gazdagabb épületeket tettek volna lehetővé. Miután a házgyárakat támogató álláspont aratott sikert, Lux otthagyta a minisztériumot.
1961-től 1980-ig a Műegyetem Magasépítési Tanszékének oktatójaként dolgozott, 1961–76 között tanszékvezető egyetemi tanár. Kezdeményezésére a tanszék vezető oktatói hatkötetnyi épülettervezés-jegyzetet készítettek. A körülbelül húszfős oktatói létszámmal működő tanszéken széles körű tervezési tevékenység folyt. Ekkor született Lux másik fontos épülete, a Tömöry Tamás és Faragó Mihály közreműködésével tervezett népligeti Planetárium. 1964–67 között rektorhelyettes. 1974-ben a műszaki tudományok kandidátusa lett.
Negyven éven keresztül, 1951–91 között főszerkesztője és felelős szerkesztője volt a Magyar Építőipar című szaklapnak. 1953-91 között az Építőipari Tudományos Egyesület alelnöki posztját is betöltötte. 1991-ben visszavonult; munkáját az Egyesület kitüntetéssel ismerte el.

## Díjak, elismerések
- 1950 – Munka Érdemrend ezüst fokozat
- 1952 – Népköztársasági Érdemrend
- 1953 – Kossuth-díj
- 1965 – A Műszaki és Természettudományi Egyesületek Szövetségének díja
- 1965 – Alpár Ignác-emlékérem
- 1969 – Munka Érdemrend arany fokozat
- 1975 – Oktatás Kiváló Dolgozója
- 1976 – Munka Érdemrend arany fokozat
- 1976 – Ifjúsági Nívódíj
- 1978 – Építészeti Nívódíj

## Ismert művei
- 1947 – Kistex óvoda-bölcsőde
- 1947 – Kistex fehérítőüzem
- 1950 – Sajtószékház, Budapest, Blaha Lujza tér (Major Mátéval és Fischer Józseffel)
- 1977 – Planetárium, Budapest, Népliget (Tömöry Tamással és Faragó Mihállyal)
- 1984 – Napóra saját, 1921-ben épült lakóházának falán, Budapest, Vérhalom u. 44.[12]